# Pinanga baviensis
Pinanga baviensis är en enhjärtbladig växtart som beskrevs av Odoardo Beccari. Pinanga baviensis ingår i släktet Pinanga och familjen Arecaceae. Inga underarter finns listade i Catalogue of Life.